# Grand Prix Číny 2006
Grand Prix Číny (anglicky III Sinopec Chinese Grand Prix) se jela 1. října 2006 na okruhu Šanghaj. Jelo se 56 kol o délce 5,451 km, celkem tedy závod měřil 305,066 km.
Šlo o 766. Grand Prix, která skončila 91. vítězstvím Michaela Schumachera. Tým Ferrari si připsal 191. vítězství.
Trofej pro vítězného Michaela Schumachera předával ministr sportu Yu Zai Qing. Pro druhého v cíli Fernanda Alonsa premier Šanghaje Yang Xiaodu. Třetí Giancarlo Fisichella převzal cenu od Yana Sanchanga generálního ředitele Automobile & Motorcycle Sports Administration . Vítěznému týmu Ferrari předal cenu Wang Tiangu prezident China Petroleum & Chemical Corporation.

## Výsledky
| Pozice | Jezdec               | Vůz               | Čas         |
| ------ | -------------------- | ----------------- | ----------- |
| 1      | Michael Schumacher   | Ferrari 248 F1    | 1:37'32.747 |
| 2      | Fernando Alonso      | Renault R26       | á 0:03.121  |
| 3      | Giancarlo Fisichella | Renault R26       | á 0:44.197  |
| 4      | Jenson Button        | Honda RA106       | á 1:12.056  |
| 5      | Pedro de la Rosa     | McLaren MP4/21    | á 1:17.137  |
| 6      | Rubens Barrichello   | Honda RA106       | á 1:19.131  |
| 7      | Nick Heidfeld        | BMW Sauber F1.06  | á 1:31.979  |
| 8      | Mark Webber          | Williams FW28     | á 1:43.588  |
| 9      | David Coulthard      | Red Bull RB2      | á 1:43.796  |
| 10     | Vitantonio Liuzzi    | Torro Rosso STR01 | á 1 kolo    |
| 11     | Nico Rosberg         | Williams FW28     | á 1 kolo    |
| 12     | Robert Doornbos      | Red Bull RB2      | á 1 kolo    |
| 13     | Robert Kubica        | BMW Sauber F1.06  | á 1 kolo    |
| Dis    | Takuma Sató          | Super Aguri SA06  | á 1 kolo    |
| 14     | Scott Speed          | Torro Rosso STR01 | á 1 kolo    |
| 15     | Christijan Albers    | Midland M16       | á 3 kola    |
| 16     | Sakon Yamamoto       | Super Aguri SA06  | á 4 kola    |
| Kolo   | Odstoupili           | -                 | -           |
| 49     | Ralf Schumacher      | Toyota TF106      | Tlak oleje  |
| 44     | Felipe Massa         | Ferrari 248 F1    | Kolize      |
| 38     | Jarno Trulli         | Toyota TF106      | Pneumatika  |
| 37     | Tiago Monteiro       | Midland M16       | -           |
| 16     | Kimi Räikkönen       | McLaren MP4/21    | Akcelerator |

### Nejrychlejší kolo
- Fernando Alonso-Renault R26- 1'37.586

### Vedení v závodě
- 1.-14. kolo Fernando Alonso
- 23. kolo Giancarlo Fisichella
- 24.-29. kolo Fernando Alonso
- 30.-41. kolo Giancarlo Fisichella
- 42.- 56. kolo Michael Schumacher

### Postavení na startu
- Žlutě rozhodující čas pro postavení na startu.
- Červeně – Výměna motoru / posunutí o 10 míst na startu
- Zeleně – Anulovány všechny časy za ignorování příkazů komisařů

| *  | *                                      | *  | *                                     | Kvalifikace III.                      | Kvalifikace II.                        | Kvalifikace I.                         |
| -- | -------------------------------------- | -- | ------------------------------------- | ------------------------------------- | -------------------------------------- | -------------------------------------- |
| 1  | Fernando Alonso Renault 1'44,360       |    |                                       | Fernando Alonso Renault 1'44,360      | Fernando Alonso Renault 1'43.951       | Fernando Alonso Renault 1'44.128       |
|    |                                        | 2  | Giancarlo Fisichella Renault 1'44,992 | Giancarlo Fisichella Renault 1'44,992 | Giancarlo Fisichella Renault 1'44,336  | Giancarlo Fisichella Renault 1'44,378  |
| 3  | Rubens Barrichello Honda 1'45,503      |    |                                       | Rubens Barrichello Honda 1'45,503     | Jenson Button Honda 1'44,662           | Pedro de la Rosa McLaren 1'44,808      |
|    |                                        | 4  | Jenson Button Honda 1'45,503          | Jenson Button Honda 1'45,503          | Nick Heidfeld BMW 1'45,055             | Kimi Räikkönen McLaren 1'44,909        |
| 5  | Kimi Räikkönen McLaren 1'45,754        |    |                                       | Kimi Räikkönen McLaren 1'45,754       | Pedro de la Rosa McLaren 1'45,095      | Vitantonio Liuzzi Torro Rosso 1'45,564 |
|    |                                        | 6  | Michael Schumacher Ferrari 1'45,775   | Michael Schumacher Ferrari 1'45,775   | Rubens Barrichello Honda 1'45,288      | Jenson Button Honda 1'45,809           |
| 7  | Pedro de la Rosa McLaren 1'45,877      |    |                                       | Pedro de la Rosa McLaren 1'45,877     | Robert Kubica BMW 1'45,576             | David Coulthard Red Bull 1'45,931      |
|    |                                        | 8  | Nick Heidfeld BMW 1'46,053            | Nick Heidfeld BMW 1'46,053            | Kimi Räikkönen McLaren 1'45,622        | Robert Kubica BMW 1'46,049             |
| 9  | Robert Kubica BMW 1'46,632             |    |                                       | Robert Kubica BMW 1'46,632            | Michael Schumacher Ferrari 1'45,660    | Scott Speed Torro Rosso 1'46,222       |
|    |                                        | 10 | Robert Doornbos Red Bull 1'48,021     | Robert Doornbos Red Bull 1'48,021     | Robert Doornbos Red Bull 1'45,747      | Nick Heidfeld BMW 1'46,249             |
| 11 | Scott Speed Torro Rosso 1'45,851       |    |                                       |                                       | Scott Speed Torro Rosso 1'45,851       | Robert Doornbos Red Bull 1'46,387      |
|    |                                        | 12 | David Coulthard Red Bull 1'45,968     |                                       | David Coulthard Red Bull 1'45,968      | Rubens Barrichello Honda 1'47,072      |
| 13 | Vitantonio Liuzzi Torro Rosso 1'46,172 |    |                                       |                                       | Felipe Massa Ferrari 1'45,970          | Felipe Massa Ferrari 1'47,231          |
|    |                                        | 14 | Mark Webber Williams 1'46,413         |                                       | Vitantonio Liuzzi Torro Rosso 1'46,172 | Michael Schumacher Ferrari 1'47,366    |
| 15 | Nico Rosberg Williams 1'47,419         |    |                                       |                                       | Mark Webber Williams 1'46,413          | Nico Rosberg Williams 1'47,535         |
|    |                                        | 16 | Ralf Schumacher Toyota 1'48,894       |                                       | Nico Rosberg Williams 1'47,419         | Mark Webber Williams 1'48,560          |
| 17 | Jarno Trulli Toyota 1'49,098           |    |                                       |                                       |                                        | Ralf Schumacher Toyota 1'48,894        |
|    |                                        | 18 | Tiago Monteiro Midland 1'49,903       |                                       |                                        | Jarno Trulli Toyota 1'49,098           |
| 19 | Sakon Yamamoto Super Aguri 1'55,560    |    |                                       |                                       |                                        | Christijan Albers Midland 1'49,542     |
|    |                                        | 20 | Felipe Massa Ferrari 1'45,970         |                                       |                                        | Tiago Monteiro Midland 1'49,903        |
| 21 | Takuma Sató Super Aguri 1'50,326       |    |                                       |                                       |                                        | Takuma Sató Super Aguri 1'50,326       |
|    |                                        | 22 | Christijan Albers Midland 1'49,542    |                                       |                                        | Sakon Yamamoto Super Aguri 1'55,560    |

### Zajímavosti
- 750 GP pro vůz se startovním číslem 2
- 20 GP pro Vitantonia Liuzziho
- Michael Schumacher po 181 mezi prvními šesti (nový rekord)
- Michael Schumacher po 154 na pódiu (nový rekord)

| Pole position   | Vítězství          | Nej. kolo       |
| Španělsko       | Německo            | Španělsko       |
| Fernando Alonso | Michael Schumacher | Fernando Alonso |
| Renault R26     | Ferrari 248 F1     | Renault R26     |
| 1'44.360        | 1:37'32.747        | 1'37.586        |
| 188.038 km/h    | 187.645 km/h       | 201.090 km/h    |
| --------------- | ------------------ | --------------- |

### Stav MS
- Zelená – vzestup
- Červená – pokles

| *  | Jezdec               | Body |
| -- | -------------------- | ---- |
| 1  | Fernando Alonso      | 116  |
| 2  | Michael Schumacher   | 116  |
| 3  | Giancarlo Fisichella | 63   |
| 4  | Felipe Massa         | 62   |
| 5  | Kimi Räikkönen       | 57   |
| 6  | Jenson Button        | 45   |
| 7  | Rubens Barrichello   | 28   |
| 8  | Juan Pablo Montoya   | 26   |
| 9  | Nick Heidfeld        | 22   |
| 10 | Ralf Schumacher      | 18   |
| 11 | Pedro de la Rosa     | 18   |
| 12 | David Coulthard      | 14   |
| 13 | Jarno Trulli         | 12   |
| 14 | Jacques Villeneuve   | 7    |
| 15 | Mark Webber          | 7    |
| 16 | Robert Kubica        | 6    |
| 17 | Nico Rosberg         | 4    |
| 18 | Christian Klien      | 2    |
| 19 | Vitantonio Liuzzi    | 1    |

| * | Vůz        | Body |
| - | ---------- | ---- |
| 1 | Renault    | 179  |
| 2 | Ferrari    | 178  |
| 3 | McLaren    | 101  |
| 4 | Honda      | 73   |
| 5 | BMW        | 35   |
| 6 | Toyota     | 30   |
| 7 | Red Bull   | 16   |
| 8 | Williams   | 11   |
| 9 | Toro Rosso | 1    |

| *  | Jezdec         | Body |
| -- | -------------- | ---- |
| 1  | Německo        | 152  |
| 2  | Španělsko      | 122  |
| 3  | Brazílie       | 79   |
| 4  | Itálie         | 73   |
| 5  | Finsko         | 57   |
| 6  | Velká Británie | 54   |
| 7  | Kolumbie       | 26   |
| 8  | Kanada         | 7    |
| 9  | Austrálie      | 7    |
| 10 | Polsko         | 6    |
| 11 | Rakousko       | 2    |